# E-memorando
El e-memorando (en turco: e-muhtıra) fue un conjunto de declaraciones controvertidas publicadas en el sitio web del Estado Mayor de las Fuerzas Armadas de Turquía en abril de 2007, que se referían a las elecciones presidenciales turcas de 2007. La forma en que se escribieron las declaraciones generó temores de que el ejército turco interviniera en las elecciones contra el candidato principal, Abdullah Gül, en defensa del secularismo. La oficina presidencial de Turquía era considerada la guardiana del sistema secular del país; el hecho de que la esposa de Gül usara un pañuelo islámico, así como la propia historia de Gül en el Islam político, convirtieron las elecciones en una crisis política.

## Declaración
Durante la crisis, el 27 de abril de 2007, en el sitio web oficial de las Fuerzas Armadas turcas se publicaron declaraciones sobre las elecciones presidenciales turcas. Una de ellas decía:
"El problema que ha surgido en el proceso de las elecciones presidenciales se centra en los argumentos sobre el laicismo. Las Fuerzas Armadas turcas están preocupadas por la situación reciente... las Fuerzas Armadas turcas son parte de esos argumentos y defensoras absolutas del laicismo. Además, las Fuerzas Armadas turcas se oponen rotundamente a esos argumentos y comentarios negativos. Mostrarán su actitud y acción abierta y claramente siempre que sea necesario... Aquellos que se oponen a la expresión del Gran Líder Mustafa Kemal Atatürk "Qué feliz es aquel que dice yo soy turco" son enemigos de la República de Turquía y seguirán siéndolo. Las Fuerzas Armadas turcas mantienen su firme determinación de cumplir con sus deberes derivados de las leyes para proteger las características inmutables de la República de Turquía. Su lealtad a esta determinación es absoluta".
El término "e-memorando" fue introducido por Ural Akbulut para referirse a la declaración del Estado Mayor, ya que esta fue publicada de manera exclusiva en línea.

## Respuesta del 59º Gobierno
En reacción a estas declaraciones, el portavoz del gobierno, Cemil Çiçek, ofreció un discurso en el que destacó que el 59º Gobierno mostraba su compromiso con el estado laico, democrático, social y de derecho. Además, Çiçek señaló que las declaraciones del ejército eran vistas como opuestas a la postura del 59º Gobierno.

## Reacción internacional al e-memorando
- Unión Europea – La Unión Europea ha instado a los militares turcos a no involucrarse en asuntos políticos. Olli Rehn, Comisario de Ampliación de la UE, declaró lo siguiente:

"Este es un claro ejemplo de que las fuerzas armadas turcas deben respetar la secularización democrática y los valores democráticos... El momento es bastante sorprendente y extraño. Es fundamental que los militares también respeten las reglas del juego democrático y su propio papel dentro de este proceso democrático."
- Estados Unidos – Estados Unidos también expresó su interés en este asunto. Dan Fried, secretario de Estado adjunto para Asuntos Europeos y Euroasiáticos, declaró: "No tomamos partido". Sin embargo, cuando se le preguntó si Estados Unidos respaldaba la postura de la UE, la Secretaria de Estado Condoleezza Rice respondió: "Estados Unidos apoya plenamente la democracia turca y sus procesos constitucionales, lo que implica que las elecciones y el sistema electoral deben ser respetados. Sí. La respuesta es sí, Estados Unidos estaría en una posición similar", alineándose con la postura de la UE.[4]

## Secuelas
Abdullah Gül no fue elegido presidente en la primera ronda de votación, debido a que los diputados de la oposición boicotearon casi por completo las elecciones, lo que llevó a la convocatoria de elecciones generales. En esos comicios, el AKP obtuvo 341 escaños, mientras que el Partido de Acción Nacionalista (MHP) consiguió 71. Dado que el MHP no boicoteó las elecciones, al menos 367 diputados estuvieron presentes, lo que permitió que Abdullah Gül fuera elegido presidente con el apoyo del AKP.
Yaşar Büyükanıt, en ese entonces jefe del Estado Mayor turco, afirmó que fue él quien redactó la declaración, aunque negó que se tratara de un memorando.
Kemal Kılıçdaroğlu, líder del partido de oposición CHP desde 2010, declaró que el CHP interpondría una denuncia penal contra Büyükanıt por su presunta implicación de los militares en los procesos electorales democráticos.